# Yu-Gi-Oh! GX
Yu-Gi-Oh! GX (遊☆戯☆王デュエルモンスターズGX, Yūgiō Dyueru Monsutāzu Jī Ekkusu, Yu-Gi-Oh! Duel Monsters GX in de Japanse versie) is een animatieserie die een onderdeel vormt van de grote serie Yu-Gi-Oh!. De serie is een spin-off van de eerste en tweede series, maar bevat een ander verhaal met andere karakters.
In Nederland was het te zien op Nicktoons en in Vlaanderen op VT4.

## Verhaal
10 jaar zijn verstreken sinds de vorige serie. Seto Kaiba heeft inmiddels een academie geopend voor duellisten waar ze de vaardigheden van het Duel Monsters-spel kunnen leren. Deze academie kent drie afdelingen: Obelisk Blue (オベリスク・ブルー, Oberisuku Burū) (vernoemd naar Obelisk the Tormentor), de elite afdeling waar de topduellisten zitten, Ra Yellow (ラー・イェロー, Rā Ierō) (vernoemd naar Winged Dragon of Ra, de afdeling voor de gemiddelde studenten, en Slifer Red (Osiris Red (オシリス・レッド, Oshirisu Reddo), vernoemd naar Slifer the Sky Dragon), de laagste groep.
De hoofdpersoon in het verhaal is Jaden Yuki (Judai Yuki), die zich aanmeldt voor Duel Academie maar ontdekt dat niet alles rozengeur en maneschijn is. Hij scoort goed op het toelatingsexamen maar de leraar waar hij tegen speelde kon niet tegen zijn verlies en belandt daardoor op Slifer Red. Hij maakt vrienden, vijanden en rivalen op deze school. Zijn decktype is een Elemental-Hero deck en later een Neo-Spacian deck. Zijn manier van spelen focust zich vooral op het fuseren van monsters.
Op de school krijgen Jaden en zijn vrienden te maken met een aantal vijanden. In de eerste seizoen zijn dit de Shadow Riders. Deze groep van duellisten willen de Sacred Beasts doen herrijzen.In het 2de seizoen is er de Society of Light, die de mensheid tot slaven wil maken. In het derde seizoen belandt Jaden in een andere wereld waar hij moet vechten tegen Yubel (een monster geest uit een vorig leven van Jaden). In het laatste seizoen bevechten Jaden en zijn vrienden de schaduwen van de wereld die de hele wereld in duisternis wil hullen.

## Stemacteurs
- KENN – Jaden Yuki
- Sanae Kobayashi – Alexis Rhodes
- Kouji Yusa – Atticus Rhodes
- Masami Suzuki – Syrus Truesdale
- Taiki Matsuno – Chazz Princeton
- Yūki Masuda – Bastion Misawa
- Hiroshi Shimozaki – Tyranno Hassleberry
- Eri Sendai – Blair Flannigan
- Hiroshi Shimizu – Vellian Crowler

## Productie
Yu-Gi-Oh! GX wordt geproduceerd door Nihon Ad Systems, Inc., en geregisseerd door Hatsuki Tsuji.
De "GX" in de titel staat voor "Generation neXt". Aanvankelijk werd "GENEX" overwogen als titel.
Net als zijn voorganger is de serie bij de overgang naar Amerika aangepast om hem geschikter te maken voor een westers publiek. De namen van veel personages zijn aangepast, en de originele achtergrondmuziek is vervangen door nieuwe. Controversiële thema’s zoals moord en religieuze gebeurtenissen zijn in de Amerikaanse versie vrijwel afwezig.